# Eresus sedilloti
Eresus sedilloti is een spin uit de familie van de koepelspinnen (Eresidae). De wetenschappelijke naam van de soort werd in 1881 gepubliceerd door Eugène Simon. De soort komt voor in Portugal en Spanje.

## Kenmerken
Het mannetje is vooral opvallend: de poten hebben verschillende witte tekeningen en markeringen. Het kopborststuk is afgezet met kleine witte vlekken en de voorkant van de kop draagt een soort witte 'snor'. Het achterlijf is rood met een zwarte bladtekening. Deze is weer wit omlijnd.